# Непрощённая
«Непрощённая» (англ. The unforgiven; США, 1960) — вестерн мастера гангстерского кино режиссёра Джона Хьюстона с участием таких звёзд жанра, как Берт Ланкастер и Одри Хепбёрн.

## Сюжет
Семья Захария, живущая в довольно глухой части прерий, успешно торгует скотом. Старшим в семье считается Бен, брат Рэйчел, Кэша и Энди. Их отец был убит в столкновении с индейцами. Однажды в этой местности появляется безумный старик, который начинает распускать слухи о том, что Рэйчел на самом деле является индианкой. Вскоре здесь появляются индейцы из племени Кайова, желающие забрать её с собой. Бен, естественно, ответил категорическим отказом. Однако жители этого района всерьез обеспокоены. Их тревога ещё более усилилась после убийства Чарли Роулинса. Чтобы прояснить правдивость слухов, нужно изловить проклятого старика.

## В ролях
- Одри Хепбёрн — Рэйчел Захария
- Берт Ланкастер — Бен Захария
- Оди Мёрфи — Кэш Захария
- Джон Сэксон — Джонни Португал
- Чарльз Бикфорд — Зеб Роулинс
- Лиллиан Гиш — Матильда Захария
- Даг МакКлюр — Энди Захария
- Альбер Салми — Чарли Роулинс
- Джун Уокер — Хагар Роулинс
- Кипп Гамильтон — Джорджии Роулинз
- Арнольд Мерритт — Джуд Роулинз
- Джозеф Уайзмэн — Эйб Келси
- Карлос Ривас — Потерянная Птица

## Производство
«Непрощённая» была последней постановкой троицы Хехт-Хилл-Ланкастер. Его прогнозируемый бюджет составлял 3 миллиона долларов, который увеличился до 5,5 миллиона. Были и другие перестановки: первого сценариста Дж. П. Миллера заменил Бен Мэддоу, а первоначального режиссера Делберта Манна заменил Джон Хьюстон, также изначально были планы относительно Ричарда Бёртона в роли, которая в конечном итоге досталась Оди Мерфи, эти планы были оставлены, так как Бёртон потребовал равной роли в картине с Бёртом Ланкастером, от чего отказался Ланкастер.
Производство было приостановлено на несколько месяцев в 1959 году после того, как Одри Хепбёрн сломала спину, когда упала с лошади во время репетиции сцены. Хотя в конце концов она выздоровела, это падение привело к последующему выкидышу, который был у Хепбёрн. Согласно нескольким опубликованным биографиям Хепбёрн, она винила себя в катастрофе и почти отказалась от фильма. Несмотря на то, что актриса все же завершила съемки, когда выздоровела достаточно, чтобы вернуться к работе, в следующем году она отказалась от актёрской деятельности, чтобы успешно родить ребёнка, вернувшись на экран в фильме «Завтрак у Тиффани» (1961).
Хьюстон сражался с троицей Хехт-Хилл-Ланкастер, производственной компанией, финансирующей фильм. Хехт-Хилл-Ланкастер хотели, чтобы фильм был более коммерческим и менее вызывающим, а Хьюстон желал сделать открытое и доступное заявление о расизме в Америке.. В результате ни одна из сторон не получила именно то, чего хотела.